# Victor Swillens (fagottist)
Victor Swillens (Utrecht, 28 juni 1896 – Hilversum, 9 oktober 1940) was een Nederlands fagottist en contrabassist.
Hij was zoon van machinist Arnoldus Regnerus Petrus Swillens en Johanna Maria Peer. Zijn broers Arnold (hoorn) en Reinier (contrabas) verdienen eveneens hun geld met muziek maken, broer Petrus Theodorus Arnoldus Swillens (P.T.A. Swillen) was kunsthistoricus, maar speelde in zijn jonge jaren ook contrabas. Hijzelf was getrouwd met Wilhelmina Hendrika van Loghem. Zonen Arnold Swillens (fagot) en Victor Swillens (hobo) waren musici. Verre voorvader Arnoldus Wilhelmus Swillens (1797-1858) speelde contrabas in een Utrechts orkest.
Hij kreeg zijn opleiding van Max Rood en Piet Elders. Hij nam vervolgens zitting in de Utrechts Stedelijk Orkest van Wouter Hutschenruijter (waar Rood speelde) en Haarlemsche Orkestvereeniging. In 1928 trad hij toe tot het orkest van de VARA. Het verhaal gaat, aldus de Algemene muziek encyclopedie, dat hij de eerste solofagottist was die op de Nederlandse radio een fagotconcert ten uitvoer bracht. Na zijn overlijden nam zoon Arnold Swillens de plaats van zijn vader over.